# Курмангазинський сільський округ (Байтерецький район)
Курманга́зинський сільський округ (каз. Құрманғазы ауылдық округі, рос. Курмангазинский сельский округ) — адміністративна одиниця у складі Байтерецького району Західноказахстанської області Казахстану. Адміністративний центр — село Курмангази.
Населення — 470 осіб (2021; 604 у 2009, 673 у 1999, 844 у 1989).
Станом на 1989 рік існувала Чоботаревська сільська рада (села Красноармійське, Спартак, Хамино, Часниково, Чоботарево) колишнього Приурального району. Пізніше села Красноармійське та Спартак утворили окремий Красноармійський сільський округ, село Часниково утворило окремий Часниковський сільський округ. 2022 року Чеботаревський сільський округ отримав сучасну назву.

## Склад
До складу округу входять такі населені пункти:
| Населений пункт  | Старі назви | Населення, осіб (1989) | Населення, осіб (1999) | Населення, осіб (2009) | Населення, осіб (2021) |
| ---------------- | ----------- | ---------------------- | ---------------------- | ---------------------- | ---------------------- |
| Аманат, село     | Хамино      | 343                    | 268                    | 214                    | 138                    |
| Курмангази, село | Чоботарево  | 501                    | 405                    | 390                    | 332                    |